# Aleksander Tupalski

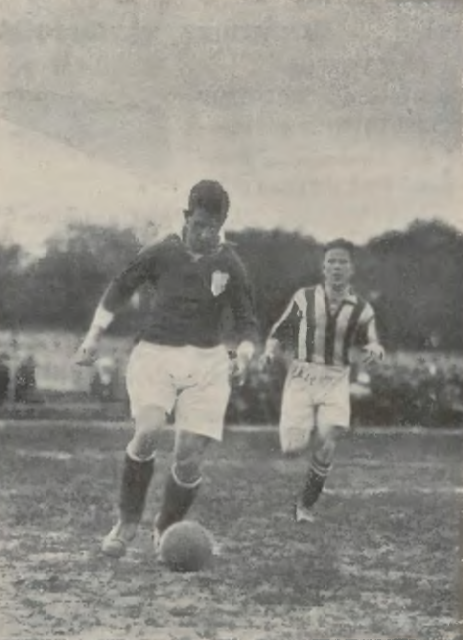
Aleksander Tupalski (przy piłce) w roku 1926 podczas meczu Polonia - Varsowia 3:3

Aleksander Tupalski (ur. 5 października 1900 w Gelsenkirchen, zm. 9 stycznia 1980 w Canberze) – polski piłkarz i hokeista, reprezentant kraju w obu tych dyscyplinach (strzelec pierwszego gola w historii hokejowej reprezentacji Polski), olimpijczyk, działacz sportowy.

## Życiorys
Urodził się w Gelsenkirchen. Był synem Aleksandra i Marii z Kozłowskich. Dzieciństwo i lata szkolne spędził w Petersburgu. W 1917 r. zdał maturę. W 1918 r. przybył do Polski studiować na Politechnice Warszawskiej. Z powodu wojny studia ukończył w 1927 r. W 1919 r. zgłosił się na ochotnika do wojska. Był żołnierzem 1 Pułku Ułanów Krechowieckich. Brał udział w wojnie polsko-bolszewickiej. Po wybuchu II wojny światowej został ewakuowany do Lwowa. W styczniu 1940 r. przedostał się do Francji. Przebywał tam do października 1941 r. Od listopada 1942 r. był inspektorem lotnictwa w stopniu majora. Za udział w Walce w Polskich Siłach Zbrojnych otrzymał odznaczenia polskie oraz angielskie. Po zakończeniu wojny do 1951 r. pracował w przemyśle lotniczym we Francji. W 1951 r. wyjechał do Australii, gdzie do emerytury w 1971 r. był mechanikiem w Sydney. Jego żoną była Jadwiga Matyjewicz. Zmarł 9 stycznia 1980 w Canberze.

### Piłkarz
W piłkę nożną zaczął grać w szkolnej reprezentacji w Petersburgu. Pierwsze występy w Polsce miały miejsce w 1 Pułku Ułanów Krechowickich w Wolbromiu. Po zakończeniu wojny wstąpił do AZS Warszawa. W 1923 r. został powołany do reprezentacji Warszawy (grającej w tym czasie w Estonii). Po powrocie - z Włodzimierzem Krygierem - został zawodnikiem Polonii Warszawa. W 1926 r. zdobył z tym zespołem wicemistrzostwo Polski. W reprezentacji debiutował 2 września 1925 w meczu z Estonią, ostatni raz zagrał rok później. Łącznie w „biało-czerwonych” barwach rozegrał 3 spotkania, strzelając jedną bramkę.

### Hokeista
Jako hokeista występował w AZS Warszawa, uchodząc za jednego z najlepszych polskich zawodników tego okresu (jego bilans to 34 mecze i 29 goli). Grał zarówno w ataku, jak i w obronie. 10 stycznia 1926, na Eissportstadion w Davos, wystąpił w debiutanckim międzypaństwowym spotkaniu reprezentacji narodowej przeciwko Austrii (przegranym 1:13). W drugiej połowie meczu, strzelił honorową i zarazem pierwszą w historii „biało-czerwonych” bramkę. Wystąpił w trzech edycjach mistrzostw Europy, w tym premierowych z udziałem kadry Polski w 1926 r. Brał udział w igrzyskach w Sankt Moritz. W tym samym roku zdobył złoty medal z reprezentacją akademicką w Cortinie d’Ampezzo. W 1929 r. wywalczył z reprezentacją srebrny medal mistrzostw Europy w Budapeszcie, po porażce w finale z Czechosłowacją 1:2 (po dogrywce). Przez G. Damseya został zaliczony do najlepszych hokeistów tego turnieju. Dwa lata później podczas mistrzostw świata w Krynicy-Zdroju także zdobył srebrny medal. Do 1937 r. grał w zespole AZS. Zajmował się również szkoleniem. W 1936 r. - razem z Lucjanem Kulejem - przygotowywał reprezentację narodową do startu w zimowych igrzyskach olimpijskich w Garmisch-Partenkirchen.

## Działacz
Od listopada 1921 r. do końca 1922 r. pełnił funkcję wiceprezesa AZS Warszawa, a w latach 1930–1934 – kierownika sekcji hokejowej Geranii Gdańsk. W latach 1935–1936 był członkiem Polskiego Związku Hokeja na Lodzie. Posiadał uprawnienia sędziowskie, podczas igrzysk olimpijskich sędziował 3 mecze hokeja na lodzie. W lipcu 1935 r. został wybrany zastępcą sekretarza generalnego PKOL. Był także współpracownikiem Przeglądu Sportowego.

## Ordery i odznaczenia
- Srebrny Krzyż Zasługi (19 marca 1931)[6]

## Wyróżnienia
W 1928 r. zajął 6. miejsce  w Plebiscycie Przeglądu Sportowego na 10 najpopularniejszych sportowców (jako "najlepszy polski hokeista").